# 拉杰古鲁纳加尔
拉杰古鲁纳加尔（Rajgurunagar (Khed)），是印度马哈拉施特拉邦浦那县的一个城镇。总人口17636（2001年）。

## 人口
该地2001年总人口17636人，其中男性9094人，女性8542人；0—6岁人口2066人，其中男1121人，女945人；识字率78.24%，其中男性为82.36%，女性为73.85%。